# Iron Lung (vídeo game)
Iron Lung é um jogo de terror de simulação de submarino em primeira pessoa de 2022 desenvolvido por David Szymanski . O jogador controla um condenado sem nome que explora um oceano de sangue em uma lua desolada em um pequeno submarino enferrujado apelidado de "Iron Lung". Foi lançado em 10 de março de 2022 para Microsoft Windows com recepção crítica positiva. Um porte para o Nintendo Switch foi lançado em 19 de dezembro de 2022. O jogo acabou recebendo notoriedade após o acidente do submarino Titan ser noticiado em junho de 2023, que por consequência aumentou o número de vendas do jogo na Steam.
Uma adaptação cinematográfica de Iron Lung, dirigida e estrelada por Markiplier, foi anunciada em 21 de abril de 2023.